# 奇克亞拉烏山
9°10′19″S 77°33′29″W / 9.17194°S 77.55806°W

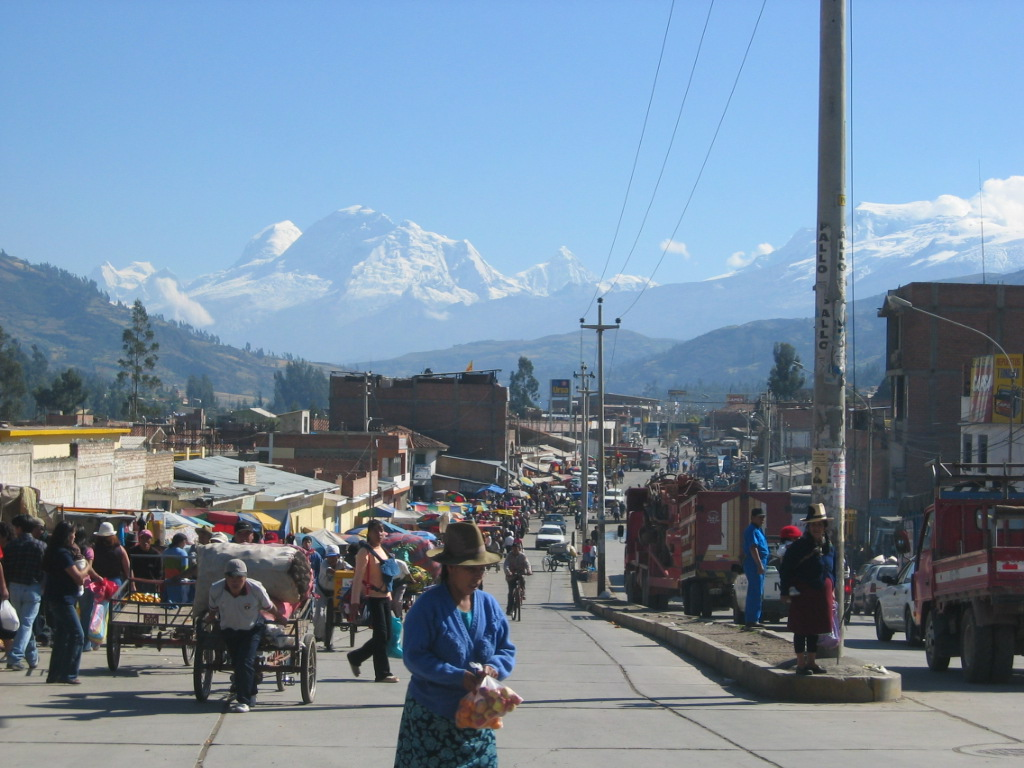

奇克亞拉烏山（Chequiaraju），是秘魯的山峰，位於該國北部安卡什大區，處於瓦爾坎山西北面，屬於安第斯山脈中布蘭卡山脈的一部分，海拔高度5,286米。